# Silvestre Quevedo
General Silvestre Quevedo fue un militar mexicano con idealismo villista que participó en la Revolución mexicana. Nació en Chihuahua. Se sublevó en 1912 bajo las órdenes del general José Inés Salazar, apoyando al orozquismo. En 1915 se afilió al villismo, pero poco después fue fusilado por órdenes de Francisco Villa, por la disputa que tuvo con Martín López Aguirre, uno de sus subalternos predilectos. 